# Larry Niven
Laurence van Cott Niven, känd som Larry Niven, född 30 april 1938 i Los Angeles, Kalifornien, är en amerikansk science fiction-författare. 1970 belönades han med Nebulapriset för romanen Ringworld. Det är den och den därpå följande bokserien som han är mest känd för. Många av hans böcker utspelar sig i samma fiktiva universum, Known Space (kända rymden).

### Known Space
- World of Ptavvs (1966)
- A Gift from Earth (1968)
- Neutron Star (novellsamling) (1968)
- The Shape of Space (novellsamling) (1969)
- Protector (1973)—nominerad till Hugopriset och Locus SF Awards, 1974 [12]
- Tales of Known Space: The Universe of Larry Niven (novellsamling) (1975)
- The Long Arm of Gil Hamilton (novellsamling) (1976)
- The Patchwork Girl (1980)
- Three Books of Known Space (omnibus) (1989)
- World of Ptavvs / A Gift From Earth / Neutron Star (omnibus) (1991)
- Flatlander: The Collected Tales of Gil 'the Arm' Hamilton (novellsamling) (1995)
- Fleet of Worlds Larry Niven and Edward M. Lerner (2007)
- Juggler of Worlds Larry Niven and Edward M. Lerner (2008)

Ringvärlden
1. Ringworld (1970)— vinnare av Nebulapriset, 1970 [13] vinnare av Hugopriset och Locus SF Awards, 1971 [14]
2. The Ringworld Engineers (1980)—nominerad till Hugopriset och Locus SF Awards, 1981 [15]
  - Guide to Larry Niven's Ringworld (1994) (med Kevin Stein)
3. The Ringworld Throne (1996)
4. Ringworld's Children (2004)

Man-Kzin-antologier
1. Man-Kzin Wars (1988)
2. Man-Kzin Wars II (1989)
3. Man-Kzin Wars III (1990)
4. Man-Kzin Wars IV (1991)
5. Man-Kzin Wars V (1992)
6. Man-Kzin Wars VI (1994)
7. Man-Kzin Wars VII (1995)
8. Man Kzin Wars VIII: Choosing Names (1998)
9. Man-Kzin Wars IX (2002)
10. Man-Kzin Wars X: The Wunder War (2003)
11. Man-Kzin Wars XI (2005)
12. Destiny's Forge (2007)
13. Man-Kzin Wars XII (2009)

### Magic Goes Away
1. The Magic Goes Away (1978)
2. The Magic May Return (1981)
3. More Magic (1984)
4. The Time of the Warlock (Greendragon Press)(1984) 
  - The Magic Goes Away Collection (omnibus) (2005)

### MedJerry Pournelle
- Inferno (1976)—nominerad till Hugopriset och Nebulapriset, 1976 [16]
- Lucifer's Hammer (1977)—nominerad till Hugopriset, 1978 [17]
- Oath of Fealty (1982)
- Footfall (1985)—nominerad till Hugopriset och Locus SF Awards, 1986 [18]. På svenska Invasion, 1989[19]
- Escape from Hell (2009, uppföljare till Inferno)

- Moties

1. The Mote in God's Eye (1974)—nominerad till Hugopriset, Nebulapriset och Locus SF Awards, 1975 [20]
2. The Gripping Hand aka The Moat Around Murcheson's Eye (1993)

- Golden Road (i samma fantasy-universum som The Magic Goes Away)

1. The Burning City (2000)
2. Burning Tower (2005)

- Heorot (med Steven Barnes och Jerry Pournelle)

1. The Legacy of Heorot (1987)
2. Beowulf's Children (1995, i Storbritannien med titeln The Dragons of Heorot)
3. Destiny's Road (1997) (skriven av Niven själv, i samma universum men inte samma serie som de första två.)

### Dream Park (medSteven Barnes)
1. Dream Park (1981)—nominerad till Locus SF Awards, 1982 [21]
2. The Barsoom Project (1989)
3. The California Voodoo Game eller The Voodoo Game (1992)

- The Descent of Anansi (1982)
- Achilles' Choice (1991)
- Saturn's Race (2001)

### The State
1. A World Out of Time (1976)—nominerad till Locus SF Awards, 1977 [22]
2. The Integral Trees (1984)—nominerad till Nebulapriset, 1984 [23]; tilldelad Locus SF Awards och nominerad till Hugopriset, 1985 [24]
3. The Smoke Ring (1987)

### Grafiska romaner och serier
- Death By Ecstasy: Illustrated Adaptation of the Larry Niven Novella (1991)
- Green Lantern: Ganthet's Tale (1992, DC Comics, ISBN 1-56389-026-7) (med John Byrne)
- The Magic Goes Away, grafisk roman illustrerad av Jan Duursema, DC Comics
- "Not Long before the End" anpassad av Doug Moench och Vicente Alcazar, och "All the Myriad Ways" av Howard Chaykin, båda för Marvel Comics' Unknown Worlds of Science Fiction.

### Novellsamlingar
- All the Myriad Ways (1971)
- The Flight of the Horse (1973)
- Inconstant Moon (1973)
- A Hole in Space (1974)
- Convergent Series (1979)
- Niven's Laws (1984)
- Limits (1985)
- N-Space (1990)
- Playgrounds of the Mind (1991)
- Bridging the Galaxies (1993)
- Crashlander (1994)
- Scatterbrain (2003)
- Larry Niven Short Stories Volume 1 (2003)
- Larry Niven Short Stories Volume 2 (2003)
- Larry Niven Short Stories Volume 3 (2003)
- The Draco Tavern (2006)

### Andra böcker
- The Flying Sorcerers (med David Gerrold) (1971)
- Berserker Base: A Collaborative Novel (1984) (med Poul Anderson, Edward Bryant, Stephen R. Donaldson, Fred Saberhagen, Connie Willis och Roger Zelazny)
- Fallen Angels (1991) (med Jerry Pournelle och Michael Flynn)
- Rainbow Mars (1999)
- Building Harlequin's Moon (2005) (med Brenda Cooper)